# 霓虹惡魔
是一部2016年美國、丹麥、法國合拍的黑色奇幻恐怖驚悚片，由尼可拉·溫丁·黑芬執導和監製，並與波莉·斯滕納姆、瑪莉·勞斯共同編劇。由卡爾·葛魯斯曼、艾兒·芬妮、亞力山卓·尼瓦拉、吉娜·馬隆主演，並邀請了貝拉·希斯寇特、傑米·克萊頓、克莉絲汀娜·韓翠克絲及基努·李維等人客串。該片為黑芬的黑色三部曲中的最後一部（前兩部為《落日車神》及《罪無可赦》）。
2016年4月，宣布電影將在第69屆坎城影展上成為正式競賽片。本片為黑芬繼《落日車神》（2011年）和《罪無可赦》（2013年）後第三部參與金棕櫚獎的作品。電影於2016年6月24日在美國上映。

## 劇情
故事敘述潔西（艾兒·芬妮 飾）是一名有著抱負的模特兒，她到了洛杉磯擔任時尚設計師羅伯特（亞力山卓·尼瓦拉 飾）的繆斯女神，使她有望在城市的時尚界發揚光大；但潔西的青春和活力也引起了其他美女們的痴迷，便打算不擇手段的奪走她的一切....。

## 演員
| 演員                | 角色                             | 備註                                             |
| 艾兒·芬妮           | 潔西（Jesse）                    | 模特兒，狄恩的女友                               |
| 卡爾·葛魯斯曼       | 狄恩（Dean）                     | 攝影師，潔西的男友                               |
| 亞力山卓·尼瓦拉     | 勞勃·撒洛（Robert Sarno）        | 評委                                             |
| 吉娜·馬隆           | 露比（Ruby）                     | 化妝師，潔西的好友並喜歡她                       |
| 德斯蒙·哈靈頓       | 傑克·麥卡特（Jack McCarther）    | 客串，頂級攝影師，幫助潔西拍攝「祼照」           |
| 克莉絲汀娜·韓翠克絲 | 蘿柏塔·霍夫曼（Roberta Hoffman） | 客串，面試官，相當看好潔西的未來                 |
| 基努·李維           | 漢克（Hank）                     | 客串，保安，於潔西所居住的旅館工作，對她不懷好意 |
| 艾比·麗             | 莎拉（Sarah）                    | 客串，模特兒，羡慕且嫉妒潔西                     |
| 貝拉·希斯寇特       | 吉吉（Gigi）                     | 客串，模特兒，羡慕且嫉妒潔西                     |
| 傑米·克萊頓         | 無名氏（No Name）                | 客串，選角導演                                   |

## 製作
2013年10月22日，據宣布黑芬繼《罪無可赦》之後的新作將以邁阿密或東京為背景的“全女性恐怖片”，其中“有大量性愛場面”，並命名為《我與死者同行》（英語：I Walk with the Dead），凱莉·墨里根擔任主演，波莉·斯滕納姆將撰寫劇本。2014年11月3日，黑芬的製作公司Space Rocket Nation與其聯合投資者高蒙電影公司和Wild Bunch宣布，黑芬的下一部電影片名為《霓虹惡魔》，將於2015年初在洛杉磯開拍。黑芬這樣評論這個項目的構思：「幾年前的一個早晨，我醒來時想到，“好吧，我從來就不漂亮，但我的妻子漂亮”，我想知道面對這樣的現實生活我會是什麼感覺，」他另補充說明：“我想拍一部關於美的恐怖片，並不是為了批評或攻擊美，而是因為美是一個非常複雜的話題。每個人對它都有自己的看法。”
2015年1月，《眼花繚亂》雜誌報導該電影的劇本受到巴托里·伊莉莎白的啟發。在討論由雷弗恩與瑪麗·勞斯共同編寫的劇本時，他表示：“我認為我已經拍了足夠多關於男性暴力的電影，我想拍一部只有女性參演的電影，所以我寫了這個故事，因為只有當我們不得不離開哥本哈根時，我的妻子才會去洛杉磯。她說：‘我受夠了亞洲。我只會去洛杉磯。’” 於是我想到了一個主意，去了一趟洛杉磯，我選了一個叫艾兒·芬妮的女人飾演主角，她真是太棒了。在隨後的採訪中，黑芬表示他將這部電影視為一部“成人童話”。
拍攝
主體拍攝於2015年3月30日在洛杉磯開始進行。拍攝地點涵蓋洛杉磯市中心，而汽車旅館的場景則是在帕薩迪納的一家真正的汽車旅館實地拍攝。娜塔莎·布雷爾被聘請為該片的攝影指導。
原聲帶
曾和黑芬合作創作《落日車神》的作曲克里夫·馬丁內茲表示，從音樂上來說，兩部電影風格相似，並指出在《霓虹惡魔》中，他追求的是“稀疏的電子樂”。他在訪談中表示，影片的前半部“像《娃娃谷》那樣的情節劇，而後半部則像《德州電鋸殺人狂》”。據黑芬和馬丁內茲稱，該片的配樂受到了喬治歐·莫瑞德、哥布林樂隊、電力站樂團、范吉利斯和橘夢樂團的影響。
電影原聲帶於2016年6月24日以實體和數位下載形式發行，並於 2016年7月8日由米蘭唱片公司以黑膠唱片形式發行。2016年5月24日，馬丁內茲憑藉該配樂獲得第69屆坎城影展坎城原聲帶獎。

## 發行
2015年11月，亞馬遜影業收購了電影在美國的發行權。本片於2016年5月20日在第69屆坎城影展上首映。在美國於2016年6月24日上映，而香港則於2017年5月5日直接推出DVD，並没有於電影院公映。

## 反響
《霓虹惡魔》獲得了兩極化的評價，與黑芬上一部作品《罪無可赦》一樣，在坎城影展首映時既收穫了噓聲，也收穫了起立鼓掌。在評論匯總網站爛番茄給出59%新鮮度（261條評論），平均得分6/10。網站共識寫道：“《霓虹惡魔》風格誘人，但尼古拉·溫丁·黑芬的自信眼光無法彌補劇情不成熟和人物刻畫單薄的缺陷”。Metacritic給出51/100的平均分（45條評論），表示“褒貶不一或普通”。
馬克·克莫德在《衛報》上發表了四星評論，稱“這是一部由黑芬作品中長期存在的相同罪惡快感所驅動的電影”，並特別讚揚了馬隆的演出。《每日電訊報》的羅比·科林給這部電影打出五顆星，並表示“當電影到達邏輯終點時，黑芬繼續推進，最終呈現出一個令人瞠目結舌的片段——幾乎可以肯定這是路易斯·布紐爾和薩爾瓦多·達利開創性的超現實主義短片《安達魯之犬》的時尚雜誌翻版——你所能做的就是嚎叫或歡呼”。《費城詢問報》的撰稿人蒂爾達德·德拉克沙尼（Tirdad Derakhshani）稱黑芬是一位“大膽而有遠見的藝術家……能夠陶醉於即時滿足的文化，同時也對其進行批評”，並給予該片三星半（滿分四星）的評價，稱其為“殘酷的傑作”。《邁阿密先鋒報》的瑞恩·羅德里奎（Rene Rodriguez）對該片的視覺效果和實驗性電影製作給予了積極評價，他寫道：“抱怨《霓虹惡魔》缺乏內容或沒有表達我們對美的文化痴迷，就等於錯過了正在你面前展開的瘋狂、破碎的盛會。並非所有電影都像書一樣適合閱讀；有些電影是用來體驗的”。他接著稱這是一部“保證會引起強烈反響的電影保證”。並給予該片三顆星（滿分四顆星）。作家娜塔莎·史塔格透過勒內·吉拉爾的模仿慾望理論解讀了這部電影，並推測其票房失敗是因為其內容“太接近其自身的目標”。
法國電影雜誌《電影筆記》將《霓虹惡魔》評為2016年度十大電影第三名。

## 外部連結
- 互联网电影数据库（IMDb）上《霓虹惡魔》的资料（英文）
- Box Office Mojo上《霓虹惡魔》的資料（英文）
- 開眼電影網上《霓虹惡魔》的資料（繁體中文）